# Vefsna
El Vefsna (en sami meridional: Vaapstenjeanoe; en suec: Vapstälven) és el riu més llarg del comtat de Nordland, Noruega. Fa 163 quilòmetres de llargada i drena una conca de 4.122 quilòmetres quadrats. Neix a les muntanyes del Parc Nacional de Børgefjell, al llac de Simskardvatnet. El riu flueix pels municipis de Hattfjelldal, Grane, i Vefsn. Les regions del sud del riu de vegades l'anomenen Susna. El riu transcorre cap al nord, no gaire lluny de la frontera amb Suècia, i alguns dels seus afluents menors provenen de Suècia. El riu desemboca al Vefsnfjord al poble de Mosjøen. La cascada de Laksforsen es troba al llarg del seu curs.
La pesca del salmó al riu va ser històricament bona, però actualment aquesta espècie està infectada per un paràsit.